# Cervere
Cervere (IPA: [ʧerˈvɛre], Servere in piemontese) è un comune italiano di 2 286 abitanti della provincia di Cuneo in Piemonte.

## Medioevo
I Signori di Cervere discendevano da un nobile franco di nazione e legge salica che fu Visconte di Auriate. Alineo era già Vassallo in Neustria dei fratelli Ruggero e Arduino, con i quali verso il 900 venne in Piemonte; Alineo I era figlio di Robaldo I originario della Neustria francese, che dal 843 fu Cavaliere di Carlo II detto il Calvo Re dei Franchi occidentali. Nel 984 il Marchese Manfredo I donava ai fratelli Alineo II e Anselmo, figli di Robaldo II, il castello e il territorio di Cervere con tutta la selva di trecento jugeri. Alineo II era nipote di Alineo I e aveva un figlio di nome Robaldo III, che nel 1018 fondò il monastero di S.Teofredo in Cervere e lo fece dipendere dall'abate del monastero di S.Teofredo fondato nel comitato del Velay nell'antico regno di Aquitania. Sempre nel 1018 il 5 Febbraio Robaldo III e i suoi figli Alineo, Mainardo, Guglielmo, Oberto, Aicardo, donavano al monastero di S.Teofredo nel regno di Aquitania, i possedimenti degli Alinei che avevano nel medesimo comitato del Velay dipartimento dell'Alta Loira-Cartulaire de l'Abbaye de S.T. Chaffre. Sempre Robaldo III donava al medesimo monastero, ma per uso e mantenimento dell'altro omonimo monastero da lui fondato in Cervere, con dipendenza dal monastero di S.Teofredo nel comitato de Velay nel villaggio di Monastier Alta Loira: 15 poderi posti in Cervere, Fontana, Marene, Villamairana, Quaranta, Caraglio, più un mulino presso Cervere, ec.. In seguito questi nobili Signori di Cervere, diedero origine a diverse nobili famiglie sia in Cervere, che nel territorio di Cuneo ed Asti.

### Simboli
Lo stemma e il gonfalone del comune di Cervere sono stati concessi con decreto del presidente della Repubblica del 12 settembre 2003.
Il gonfalone è un drappo di giallo con la bordatura di azzurro.

## Monumenti e luoghi d'interesse
- Chiesa parrocchiale di Maria Vergine Assunta
- Monastero di San Teofredo (dell'Abbazia Velay – Alvernia)
- Torre di Monfalcone
- Il Cervo

## Società

### Evoluzione demografica
Abitanti censiti

### Etnie e minoranze straniere
Secondo i dati Istat al 31 dicembre 2017, i cittadini stranieri residenti a Cervere sono 194, così suddivisi per nazionalità, elencando per le presenze più significative:
1. Albania, 49
2. Marocco, 40
3. Romania, 31
4. India, 29

## Cultura

### Eventi
- La Fiera del Porro Cervere si tiene ogni anno a novembre: è organizzata dal Comitato organizzativo locale istituito dal Comune di Cervere. È dedicata in particolare ad una cultivar locale, il porro di Cervere.

## Amministrazione
| Periodo        | Periodo        | Primo cittadino   | Partito      | Carica  | Note   |
| -------------- | -------------- | ----------------- | ------------ | ------- | ------ |
| 14 giugno 1999 | 14 giugno 2004 | Giorgio Bergesio  | Indipendente | Sindaco | [ 12 ] |
| 14 giugno 2004 | 8 giugno 2009  | Francesco Graglia | Lista civica | Sindaco | [ 13 ] |
| 8 giugno 2009  | 26 maggio 2014 | Francesco Graglia | Lista civica | Sindaco | [ 14 ] |
| 26 maggio 2014 | 27 maggio 2019 | Corrado Marchisio | Lista civica | Sindaco | [ 15 ] |
| 27 maggio 2019 | in carica      | Corrado Marchisio | Lista civica | Sindaco | [ 15 ] |

## Galleria d'immagini

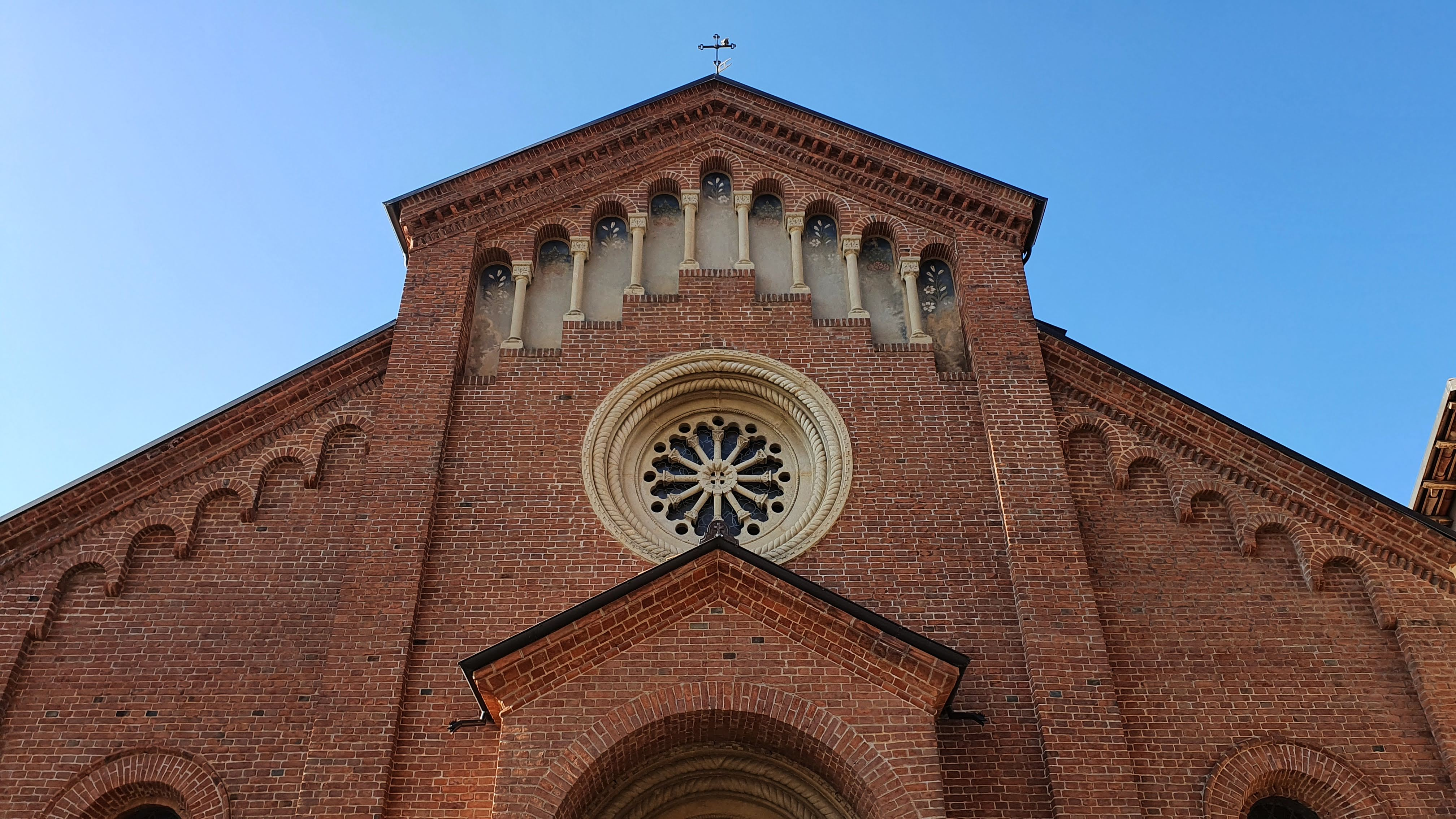
Chiesa parrocchiale di Maria Vergine Assunta
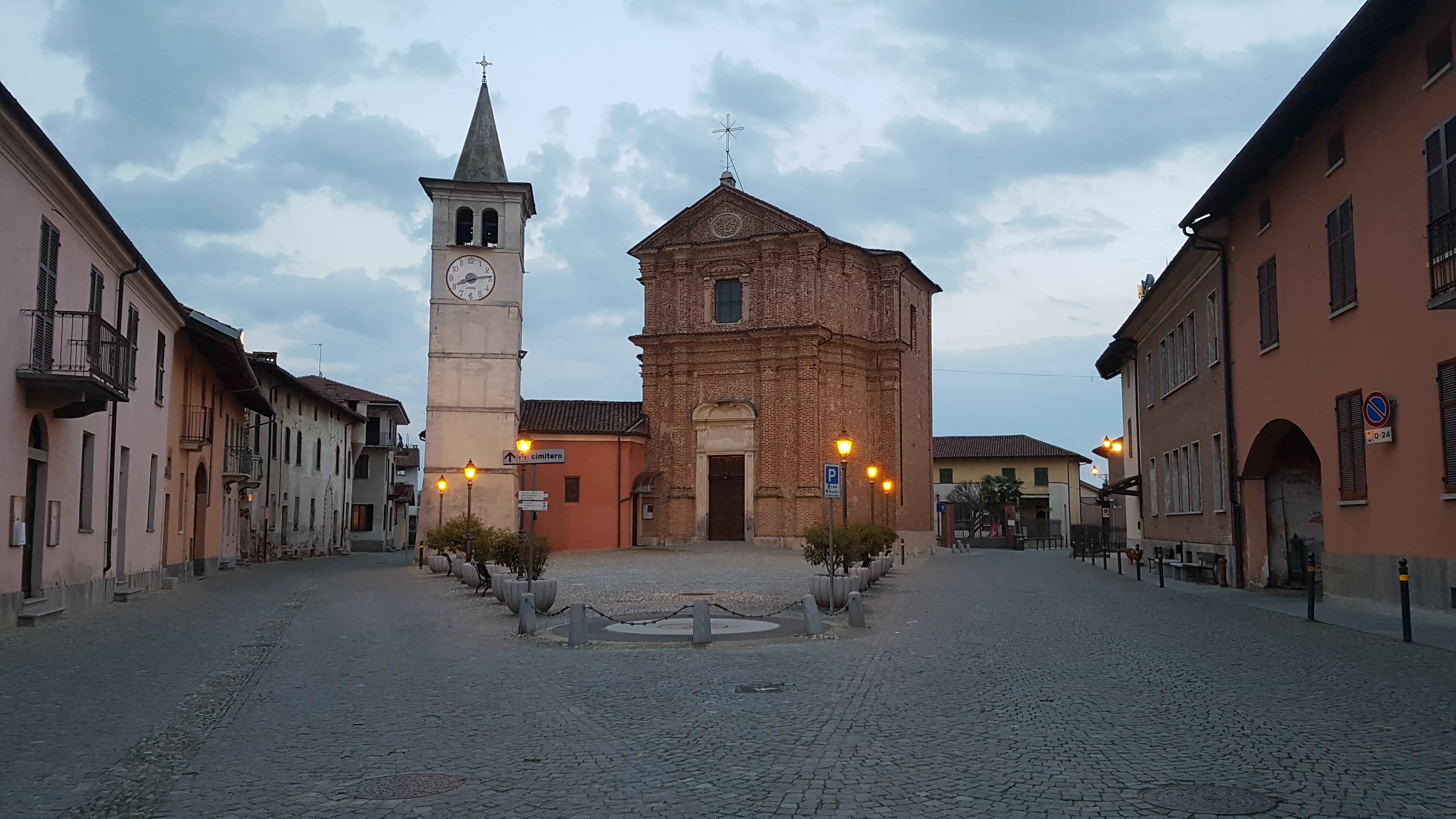
Piazza Umberto I con la Confraternita di Santa Croce ed il campanile
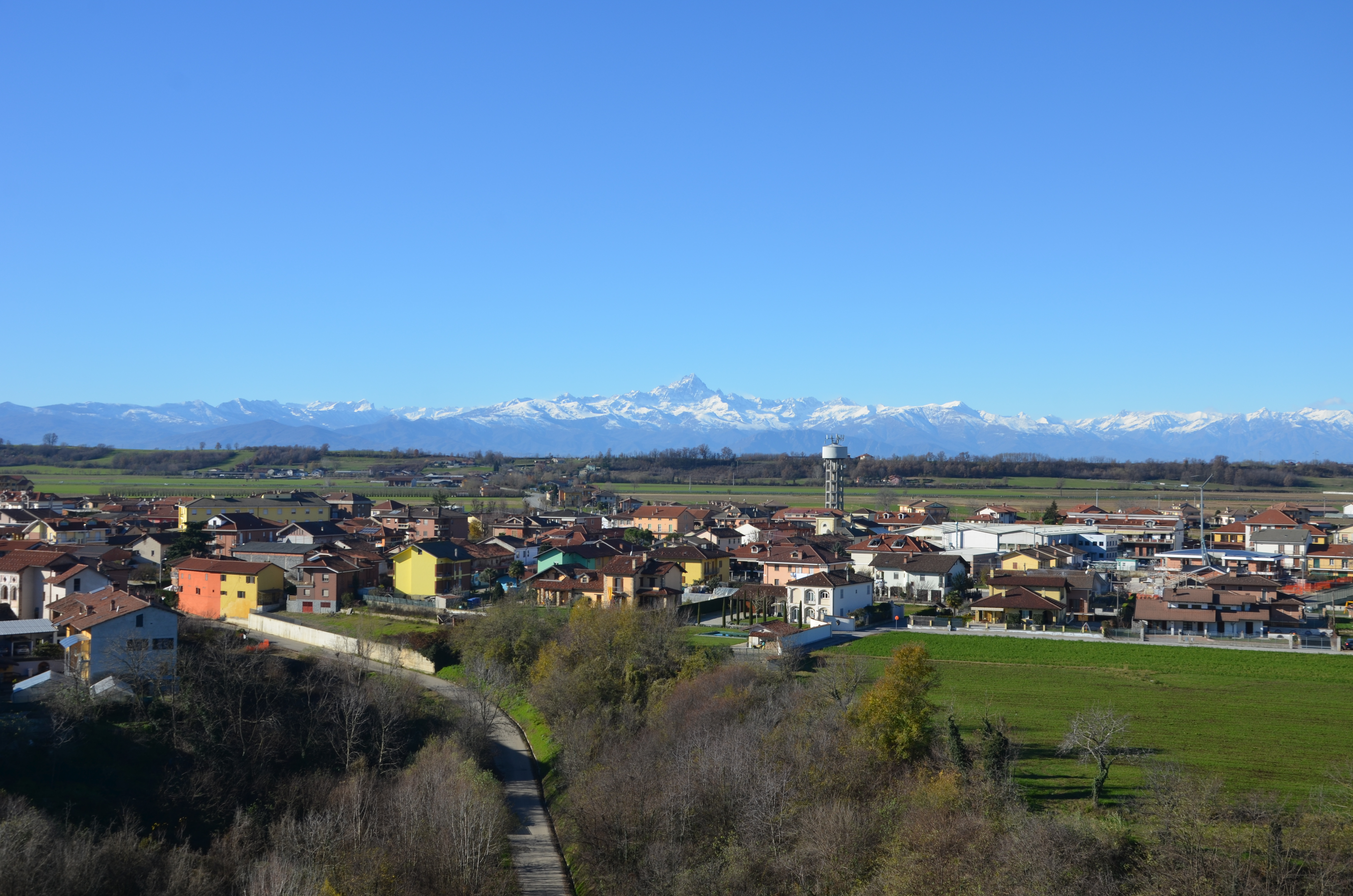
Panorama di Cervere
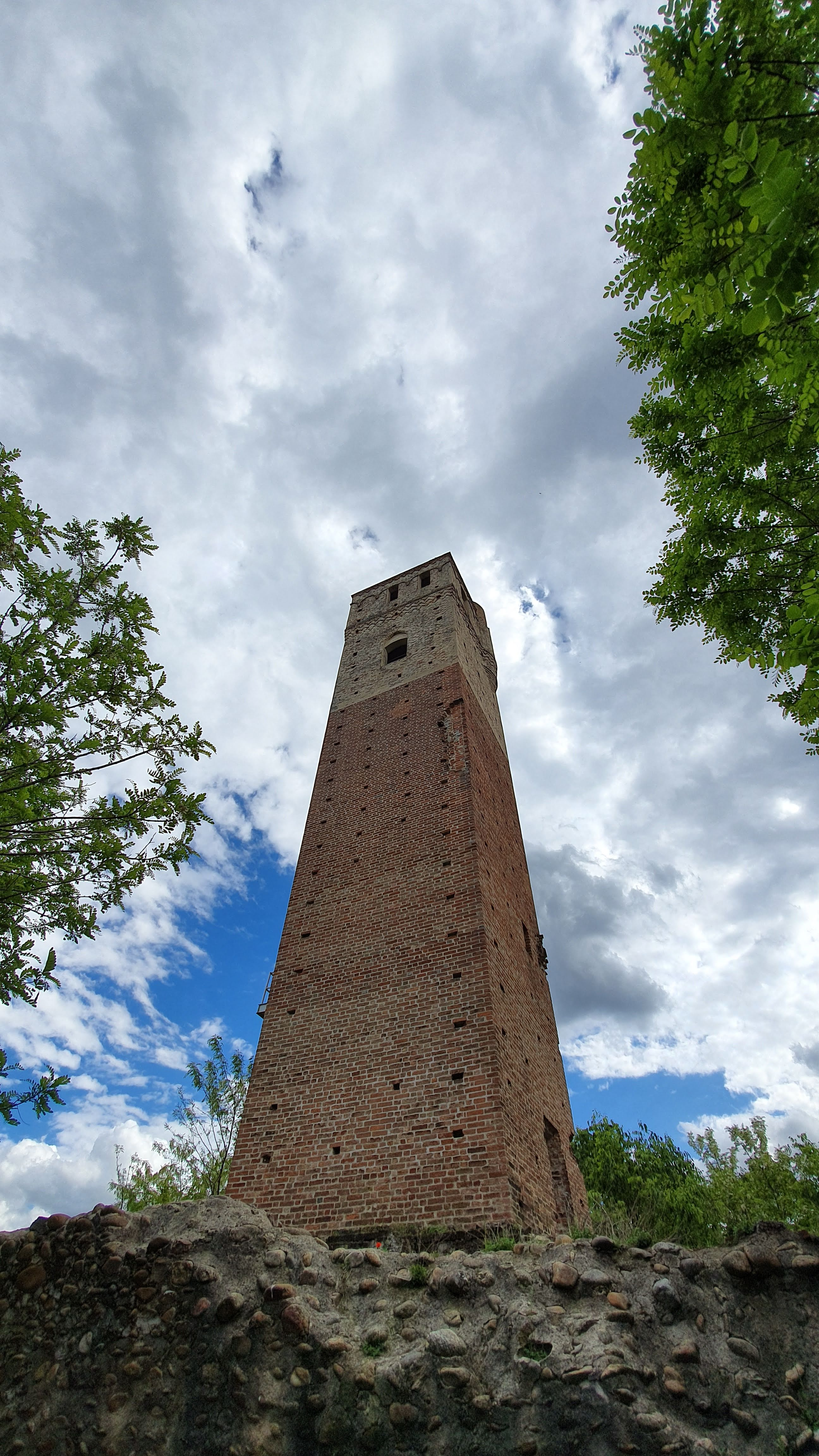